# Phân cấp hành chính Ukraina
Các đơn vị hành chính của Ukraina (tiếng Ukraina: Адміністративний устрій України) thuộc thẩm quyền của Hiến pháp Ukraina. Ukraina là một nhà nước đơn nhất gồm ba cấp đơn vị hành chính: 27 khu vực (24 tỉnh, 2 thành phố có vị thế đặc biệt và 1 cộng hoà tự trị), 136 huyện và 1469 hromada.
Trong cải cách hành chính vào tháng 7 năm 2020, hầu hết 490 huyện và 118 thành phố quan trọng cấp vùng được hợp nhất thành 136 huyện mới. Cấu trúc tổng thể không có thay đổi đáng kể từ giữa thế kỷ 20. Cấp bên dưới huyện là hromada.
Sau khi Nga sáp nhập bán đảo Krym và khu vực đông nam của Ukraina, họ quản lý trên thực tế Cộng hòa Tự trị Krym và Sevastopol cũng như một phần của các tỉnh Donetsk, Kherson, Luhansk. Hầu hết các quốc gia không công nhận yêu sách của Nga.

## Tổng quan
Theo Điều 133 của Hiến pháp Ukraine, hệ thống tổ chức hành chính và lãnh thổ của Ukraina gồm có: Cộng hoà Tự trị Krym, các tỉnh, các huyện, các thành phố, các raion đô thị, các thị trấn và làng.
Trong cải cách hành chính 2020, tất các các điểm dân cư của Ukraina (ngoại trừ hai thành phố có vị thế đặc biệt: Kyiv và Sevastopol) được đặt dưới quyền các huyện. Số liệu mới của 136 huyện, bao gồm 10 huyện tại Cộng hoà Tự trị Krym và Sevastopol.
| Cấp bậc  | Lãnh thổ                     | Tổng |
| -------- | ---------------------------- | ---- |
| Đầu tiên | cộng hoà tự trị              | 1    |
| Đầu tiên | thành phố có vị thế đặc biệt | 2    |
| Đầu tiên | tỉnh                         | 24   |
| Thứ hai  | huyện                        | 136  |
| Thứ ba   | hromada                      | 1469 |

## Lịch sử
Trước khi áp dụng các tỉnh (oblast) vào năm 1932, Ukraina gồm có 40 okruha, là đơn vị thay thế đơn vị tỉnh (guberniya) thời Đế quốc Nga.
Năm 1932, lãnh thổ của Cộng hoà Xã hội chủ nghĩa Xô viết Ukraina được tái lập thành các tỉnh. Khi đó, hầu hết Tây Ukraina thuộc về Ba Lan và có dạng đơn vị hành chính của Ba Lan dựa trên các tỉnh (województwo).

## Cấp đầu tiên
Ukraina gồm có ba loại đơn vị hành chính cấp một: 24 tỉnh, 1 cộng hoà tự trị và 2 thành phố có vị thế đặc biệt. 
| Hiệu kỳ | Huy hiệu | Số | Tên                  | Diện tích (km²) | Dân số (ước tính 2021) | Mật độ dân số (người/km², 2021) | Thủ phủ                                 | Số huyện | Số hromada | Vị trí |
| ------- | -------- | -- | -------------------- | --------------- | ---------------------- | ------------------------------- | --------------------------------------- | -------- | ---------- | ------ |
|         |          | 1  | Cộng hoà Tự trị Krym | 26.081          | 1.967.259              | 75,43                           | Simferopol                              | 10       | —          |        |
|         |          | 2  | Vinnytsia            | 26.513          | 1.529.123              | 57,67                           | Vinnytsia                               | 6        | 63         |        |
|         |          | 3  | Volyn                | 20.144          | 1.027.397              | 51,0                            | Lutsk                                   | 4        | 54         |        |
|         |          | 4  | Dnipropetrovsk       | 31.974          | 3.142.035              | 98,27                           | Dnipro                                  | 7        | 86         |        |
|         |          | 5  | Donetsk              | 26.517          | 4.100.280              | 154,63                          | Donetsk (pháp lý) Kramatorsk (thực tế)  | 8        | 66         |        |
|         |          | 6  | Zhytomyr             | 29.832          | 1.195.495              | 40,07                           | Zhytomyr                                | 4        | 65         |        |
|         |          | 7  | Zakarpattia          | 12.777          | 1.250.129              | 97,84                           | Uzhhorod                                | 6        | 64         |        |
|         |          | 8  | Zaporizhzhia         | 27.180          | 1.666.515              | 61,31                           | Zaporizhzhia                            | 5        | 67         |        |
|         |          | 9  | Ivano-Frankivsk      | 13.928          | 1.361.109              | 97,72                           | Ivano-Frankivsk                         | 6        | 62         |        |
|         |          | 10 | Kyiv                 | 28.131          | 1.788.530              | 63,58                           | Kyiv                                    | 7        | 69         |        |
|         |          | 11 | Kirovohrad           | 24.588          | 920.128                | 37,42                           | Kropyvnytskyi                           | 4        | 49         |        |
|         |          | 12 | Luhansk              | 26.684          | 2.121.322              | 79,5                            | Luhansk (pháp lý) Bilohorivka (thực tế) | 8        | 37         |        |
|         |          | 13 | Lviv                 | 21.833          | 2.497.750              | 114,4                           | Lviv                                    | 7        | 73         |        |
|         |          | 14 | Mykolaiv             | 24.598          | 1.108.394              | 45,06                           | Mykolaiv                                | 4        | 52         |        |
|         |          | 15 | Odesa                | 33.310          | 2.368.107              | 71,09                           | Odesa                                   | 7        | 91         |        |
|         |          | 16 | Poltava              | 28.748          | 1.371.529              | 47,71                           | Poltava                                 | 4        | 61         |        |
|         |          | 17 | Rivne                | 20.047          | 1.148.456              | 57,29                           | Rivne                                   | 4        | 64         |        |
|         |          | 18 | Sumy                 | 23.834          | 1.053.452              | 44,2                            | Sumy                                    | 5        | 51         |        |
|         |          | 19 | Ternopil             | 13.823          | 1.030.562              | 74,55                           | Ternopil                                | 3        | 55         |        |
|         |          | 20 | Kharkiv              | 31.415          | 2.633.834              | 83,84                           | Kharkiv                                 | 7        | 56         |        |
|         |          | 21 | Kherson              | 28.461          | 1.016.707              | 35,72                           | Kherson                                 | 5        | 49         |        |
|         |          | 22 | Khmelnytskyi         | 20.645          | 1.243.787              | 60,25                           | Khmelnytskyi                            | 3        | 60         |        |
|         |          | 23 | Cherkasy             | 20.900          | 1.178.266              | 56,38                           | Cherkasy                                | 4        | 66         |        |
|         |          | 24 | Chernivtsi           | 8.097           | 896.566                | 110,73                          | Chernivtsi                              | 3        | 52         |        |
|         |          | 25 | Chernihiv            | 31.865          | 976.701                | 30,65                           | Chernihiv                               | 5        | 57         |        |
|         |          | 26 | Kyiv                 | 839             | 2.962.180              | 3530,61                         | Kyiv                                    | 10       | —          |        |
|         |          | 27 | Sevastopol           | 864             | 385.870                | 446,61                          | Sevastopol                              | 4        | —          |        |

Cộng hoà Tự trị Krym (tiếng Ukraina: Автоно́мна Респу́бліка Крим) về mặt địa lý bao gồm phần lớn bán đảo Krym tại miền nam Ukraina. Thủ phủ là Simferopol. Cộng hoà Tự trị Krym là khu vực duy nhất của Ukraina có hiến pháp riêng. Ngày 16 tháng 3 năm 2014, sau khi Nga chiếm đóng quân sự bán đảo Krym, một cuộc trưng cầu dân ý được tổ chức về việc gia nhập Nga. Đa số phiếu ủng hộ điều này. Nga sau đó sáp nhập Krym thành một chủ thể của mình, tuy nhiên Ukraina không công nhận cuộc trưng cầu dân ý hay việc sáp nhập Krym là hợp pháp. Ngày 27 tháng 3, Đại hội đồng Liên Hiệp Quốc thông qua Nghị quyết 68/262 bác bỏ bất kỳ thay đổi pháp lý nào về tình trạng của Krym và Sevastopol.
Một tỉnh (tiếng Ukraina: о́бласть) là cấp hành chính đầu tiên của phân cấp hành chính Ukraina. Hầu hết các tỉnh được đặt theo tên trung tâm hành chính của chúng. Hai tỉnh Volyn và Zakarpattia có thủ phủ lần lượt là Lutsk và Uzhhorod, được đặt theo các vùng lịch sử Volhynia và Ngoại Karpat.
Hai thành phố có vị thế đặc biệt: Kyiv và Sevastopol. Vị thế đặc biệt của chúng có nghĩa là tương đương với các tỉnh, và do đó nằm dưới quyền giám sát trực tiếp của nhà nước thông qua cơ quan hành chính nhà nước địa phương tương ứng. Sau khi Nga sáp nhập bán đảo Krym, Sevastopol do Nga kiểm soát và trở thành một chủ thể liên bang của Nga.

## Cấp hai
Huyện (raion) là các đơn vị lãnh thổ cấp dưới của Ukraina. Tổng cộng có 136 huyện. Sau dự thảo hiến pháp năm 2019, 136 huyện mới thay thế 490 huyện cũ của Ukraina. Một raion đô thị thuộc về chính quyền thành phố.

## Cấp ba

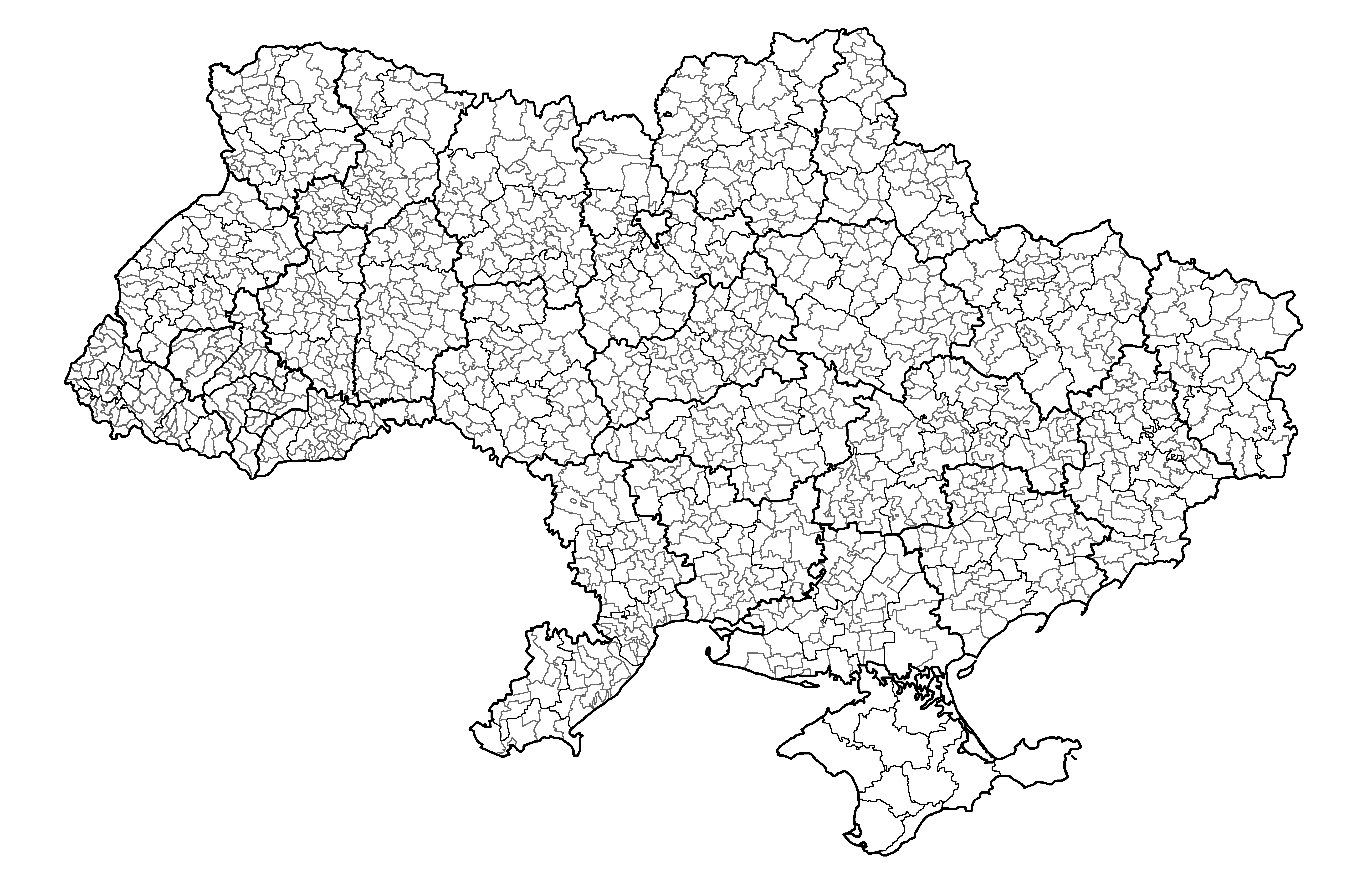
Hromada của Ukraina

Các hromada lãnh thổ (tiếng Ukraina: територіа́льна грома́да, dịch nghĩa 'cộng đồng lãnh thổ'), hoặc chỉ gọi là hromada (tiếng Ukraina: грома́да) được chính phủ lập ra vào ngày 12 tháng 6 năm 2020 trong đợt cải cách hành chính từ năm 2015.
Có ba loại hromadas: nông thôn (tiếng Ukraina: сільська громада), khu định cư (tiếng Ukraina: селищна громада) và đô thị (tiếng Ukraina: міська громада). Tổng cộng có 1469 hromada.